# 哈桑·京格尔
哈桑·京格尔（土耳其語：Hasan Güngör，1934年7月5日—2011年10月13日），土耳其男子摔跤运动员。他曾代表土耳其参加1960年和1964年夏季奥林匹克运动会摔跤比赛，获得一枚金牌和一枚银牌。